# Čavanj
Čavanj este un sat din comuna Pljevlja, Muntenegru. Conform datelor de la recensământul din 2003, localitatea are 12 locuitori (la recensământul din 1991 erau 43 de locuitori).

## Demografie
În satul Čavanj locuiesc 12 persoane adulte, iar vârsta medie a populației este de 60,3 de ani (63,0 la bărbați și 58,8 la femei). În localitate sunt 6 gospodării, iar numărul mediu de membri în gospodărie este de 2,00.
Populația localității este foarte eterogenă.
|  |

| Demografie | Demografie | Demografie |
| An         | Locuitori  | Locuitori  |
| ---------- | ---------- | ---------- |
|            |            |            |
|            |            |            |
|            |            |            |
|            |            |            |
| 1948       | 81         |            |
| 1953       | 91         |            |
| 1961       | 100        |            |
| 1971       | 85         |            |
| 1981       | 69         |            |
| 1991       | 43         | 43         |
| 2003       | 12         | 12         |

| \| Componența etnică conform recensământului din 2003[2] \| Componența etnică conform recensământului din 2003[2] \| Componența etnică conform recensământului din 2003[2] \| Componența etnică conform recensământului din 2003[2] \| Componența etnică conform recensământului din 2003[2] \| \| ----------------------------------------------------- \| ----------------------------------------------------- \| ----------------------------------------------------- \| ----------------------------------------------------- \| ----------------------------------------------------- \| \| \| \| \| \| \| \| Sârbi \| Sârbi \| \| 7 \| 58,33% \| \| Muntenegreni \| Muntenegreni \| \| 5 \| 41,66% \| \| necunoscută \| necunoscută \| \| 0 \| 0% \| |              |  |   |        |
| Componența etnică conform recensământului din 2003 |              |  |   |        |
| |              |  |   |        |
| Sârbi | Sârbi        |  | 7 | 58,33% |
| Muntenegreni | Muntenegreni |  | 5 | 41,66% |
| necunoscută | necunoscută  |  | 0 | 0%     |